# Terra mia (Maria Nazionale)
Terra mia è un album musicale della cantante neomelodica napoletana Maria Nazionale, uscito nel 2005 sull'etichetta Dv More. Nel disco, oltre alla versione della Nazionale del brano classico di cui vi è il titolo, sono incluse anche le versioni originali delle canzoni "Pe'ridere e pazzia" e "La vita come il mare" che poi sono state reimmesse, in stile più gioioso, nel album "Libera" del 2013. Vi è inoltre presente una versione aggiornata del duetto "Io e te". Tutte le canzoni di "Terra mia" sono poi state contenute nella maxi compilation "Maria Nazionale: Voce di Napoli", pubblicata nel 2013.

## Tracce
1. Ti fa soffrire l'amore (3:38)
2. So stata troppo liggera (2:50)
3. Io ti salverò (3:39)
4. Io e te (4:01)
5. Pe' totò (4:21)
6. A passiona mia erano 'e rose (3:42)
7. Terra mia (2:31)
8. Chi teno 'o mare (2:31)
9. Nun te perdere (3:11)
10. Pe' ridere e pazzià (3:04)
11. La vita come il mare (3:03)
12. Pe' t'abbraccià (4:28)